# Constantine (2005.)
Constantine je američki akcijski horor iz 2005. koji je režirao Francis Lawrence (film je njegov redateljski debi). Glume: Keanu Reeves kao John Constantine, Rachel Weisz, Shia LaBeouf, Tilda Swinton i Djimon Hounsou. Film se bazira na stripu Hellblazer Vertigo Comicsa, a elementi radnje su preuzeti iz priče "Dangerous Habits" (brojevi 41-46) i serije "Original Sins".
Reeves glumi Johna Constantinea, cinika koji ima sposobnost da vidi i komunicira s poluanđelima i poludemonima u njihovom pravom obliku. On traži spasenje od vječnog prokletstva u paklu zbog pokušaja samoubojstva u mladosti. Constantine istjeruje demone nazad u pakao u zamjenu za naklonost Raja, ali tijekom godina postaje umoran. Usprkos terminalnom stadiju tumora pluća, pomaže detektivki da spozna istinu o smrti svoje sestre, dok istovremeno otkriva složeniju i mračniju priču.

## Radnja
John Constantine je egzorcist koji živi u Los Angelesu. Ima sposobnost da vidi anđele i demone na Zemlji s čime se teško nosi, i zbog čega je počinio samoubojstvo kad je imao 15 godina. Oživjeli su ga, ali je proveo dvije minute u Paklu. Zna da je zbog toga njegova duša osuđena na prokletstvo kad umre, a nedavno je doznao da ima tumor zbog navike pušenja.
Nakon slučaja u kojem je visokorangirani demon pokušao provaliti u "fizički svemir", Constantine zatraži audijenciju kod poluanđela Gabriela (Tilda Swinton). On ga moli za odgodu smrti tako da se može nastaviti boriti protiv demona, što Gabriel odbije. Constantinu je rečeno da svojim egzorcizmima neće odgoditi odlazak u pakao zato što su njegovi motivi sebični. Dok odlazi, Constantine odbija napad visokorangiranog demona na otvorenom. Taj susret ga nagna da se susretne s bivšim vračem Papom Midniteom. Tako Constantine susreće i poludemona Balthazara (Gavin Rossdale), koji mu priopći da cijeli Pakao čeka da on umre i da je on jedina duša po koju bi Sotona osobno došao na Zemlju. Constantine započinje istraživati situaciju sa svojim suradnikom Beemanom, Hennessyjem i Chasom Kramerom. Detektivka Angela Dodson iz losanđeleske policije također se pojavljuje u njegovom stanu tražeći njegovu pomoć u istrazi oko smrti njezine sestre blizanke Isabel. Isabel je počinila samoubojstvo skočivši s vrha psihijatrijske bolnice, te je usprkos snimkama kamere Angela uvjerena da se Isabel nikad ne bi ubila. Isprva je Constantin ismijava i ne želi joj pomoći, ali nakon što demon napadne Angelu na ulici Constantine pristaje istražiti slučaj. Doznaje da su Bog i Lucifer započeli rat putem posrednika; trajnu okladu na duše cijelog čovječanstva. Pravi anđeli i demoni se ne mogu manifestirati na Zemlji, ali im je dopušteno da posjeduju ljude i utječu na njih. Obje strane također koriste "polutane" da šire utjecaj za svoju stvar.
Otkrića Hennessyja i Beemana navode Constantinea na zaključak da Luciferov sin Mammon želi stvoriti vlastito kraljevstvo na Zemlji upadom u fizički svemir. Da bi to postignuo, Mammonu je potreban moćan vidovnjak i pomoć Boga. Balthazar započne ubijati Constantineove suradnike i Angela otkrije da ona i njezina sestra imaju isti dar kao i Constantine. Angela je odbila svoje vizije, te su one postale prikrivene, ali Isabel je pokušala svima reći o njima pa je zbog toga i bila zatvorena u bolnicu. Constantine ponovo probudi Angelinu moć putem iskustva bliske smrti, zatim ulovi i ispita Balthazara koji otkrije da se Mammon dokopao Svetog koplja, na kojem se nalazi skorena Krv Kristova. Vidovnjak koji je potreban Mammonu je Angela, koju je otela neviđena sila, odvela u Isabelinu bolnicu, i koja će biti iskorištena kao portal za Mammonov ulazak na Zemlju. Constantine uvjeri Midnitea da mu dopusti korištenje "Stolice", stare električne stolice iz zatvora Sing Sing koja je ubila više od 200 zatvorenika. Stolica pokaže Constantineu viziju u kojoj je koplje otkriveno u Meksiku i doneseno u Los Angeles. Constantine i Chas se upute u bolnicu i prekinu ritual, ali Chasa ubije neviđena sila.
Bajanjem i pečatima tetoviranima na svojim rukama, Constantine natjera Gabriela da se razotkrije. Gabriel odmah obuzda Constantinea i otkrije da je plan da se oslobodi Mammon bio njegov. Gabriel žali zbog Božjeg favoriziranja ljudi i vjeruje da će dovođenje Pakla na Zemlju omogućiti onima koji prežive da postanu istinski vrijedni Božje ljubavi putem kajanja i vjere. Gabriel zatim izbaci Constantinea z sobe i počne dalje dozivati Mammona. Kako se Gabriel kreće da ubode Angelu Kopljem i oslobodi Mammona, Constantine mu prereže zglavke. Vrijeme se zaustavi jer sam Lucifer dolazi po njegovu dušu. Constantine kaže Luciferu o Mammonovom planu i Lucifer vrati Mammona natrag u Pakao. Kad Gabriel pokuša ubiti Lucifera, anđelova krila izgore i Gabriel postane čovjek. Zauzvrat Lucifer Constantineu napravi uslugu. On zamoli Lucifera da dopusti Isabel da ode u nebo. Dok Lucifer vuče Constantinea prema Paklu, on biva iskupljen svojom žrtvom i započne se uzdizati u nebo. Bijesan zbog mogućnosti da izgubi Constantineovu dušu, Lucifer izliječi njegove rane i tumor tako da može opet živjeti. Constantine odlazi s Kopljem nakon što odoli iskušenju da ubije Gabriela, te preda Koplje Angeli i uputi je da ga sakrije i zatim zaboravi. Dok je gleda kako odlazi, umjesto da zapali cigaretu, počne žvakati nikotinsku žvakaću.
U završnoj sceni Constantine posjećuje Chasov grob. Ostavlja njegov upaljač koji je uvijek koristio. Na odlasku se pojavljuje Chas kao anđeo s krilima i odleti u nebo. Constantine se nasmije i ode.

## Uloge
- Keanu Reeves - John Constantine
- Rachel Weisz - Isabel/Angela Dodson
- Shia LaBeouf - Chas Kramer
- Tilda Swinton - Gabriel
- Pruitt Taylor Vince - otac Hennessy
- Djimon Hounsou - Papa Midnite
- Gavin Rossdale - Balthazar
- Peter Stormare - Lucifer
- Max Baker - Beeman

## Produkcija
U Constantineu su iskorišteni neki elementi iz priče "Dangerous Habits" Gartha Ennisa (brojevi 41-46) i drugih, npr. preuzimanje lika Pape Midnitea iz serije Original Sins. Međutim, u filmu je promijenjeno nekoliko aspekata izvornog materijala, uključujući niz kozmetičkih promjena na izgledu glavnog lika: originalni lik nacrtan je tako da namjerno nalikuje engleskom glazbeniku Stingu i dolazi iz Liverpoola, a Reeves je glumio bez naglaska i imao je svoju boju kose. Također, radnja se odvija u Los Angelesu, dok redatelj ističe da se radnja u stripu ne odvija isključivo u Londonu.
Druga je razlika njegova sposobnost da vidi "polutane" u njihovom pravom obliku. Ona ga je u filmu dovela do pokušaja samoubojstva i osuđivanja njegove duše na prokletstvo, što je zamijenilo njegovu ulogu u prizivanju demona koji je ubio mladu djevojku. U filmu ima tumor pluća, a Lucifer ga spašava da mu da drugu šansu za pad, dok je u stripu prevarom naveden da to napravi. Scene s glumicom Michelle Monaghan kao njegovom ljubavnicom, poludemonicom Ellie, nastaloj prema liku sukuba Ellie (ili Chantinelle) iz stripa Hellblazer, su uklonjene iz filma jer su htjeli prikazati Constantinea kao usamljenika.
Naslov filma je bio promijenjen iz Hellblazer u Constantine da se ne dolazi u zabunu s filmovima Hellraiser Clivea Barkera. Serija stripova je također trebala nositi naziv Hellraiser, ali je i ona bila preimenovana da se razlikuje od filma koji se pojavio godinu ranije.
Redatelj Francis Lawrence je odlučio da ideju pakla temelji na "onome što nas sada okružuje". Dalje je objasnio:
"Ja, voditelj vizualnih efekata i scenograf smo sjeli i osmislili biološki razvoj na svim autima i način na koji izgleda i paletu boja. I počeli smo gledati filmove o nuklearnim testovima eksplozija iz četrdesetih godina i jednostavno smo odlučili da bi bilo odlično da je krajolik ne samo nasilan s tim stvorovima, nego i atmosfera. Pa smo zaključili da je to vrsta vječne nuklearne eksplozije, osim što ništa nikad ne bude uništeno zato što je vječno i stalno traje."
Adaptacija dalje opisuje pakao u kojem su zgrade ožbukane krvlju i izgrađene dušama prokletih, a ne ciglom.

## Premijera
Constantine je postigao komercijalni uspjeh, zaradivši 230,884.728 dolara u svijetu. Uz film su stvoreni istoimeni roman (autora Johna Shirleya, prema glavnom liku iz filma, a ne iz stripa) i videoigra. Warner Home Video je bio najavio da će se film pojaviti u formatu HD DVD 28. ožujka 2006. To je bio jedan od najranijih filmova koji su se pojavili u tom formatu. Međutim, zbog kašnjenja u izlasku HD DVD-a (što je odgodilo izlazak i drugih filmova), Constantine se konačno pojavio 6. lipnja 2006. Warner Home Video je izdao film na Blu-ray Discu 14. listopada 2008.

### Kritike
Constantine je dobio podijeljene kritike. Na portalu Rotten Tomatoes film ima ocjenu 46% na temelju mišljenja 214 kritičara, s prosječnom ocjenom od 5.5/10. Na Metacriticu film ima ocjenu 50 od 100 na temelju osvrta 41 kritičara.
Richard Corliss iz Timea je pohvalio film i nazvao ga "jedinstvenim hibridom: teološkim noir akcijskim filmom". Odajući priznanje glumcima, posebno je naveo sposobnost Keanua Reevesa da "sačuva svoju karizmu u čudno-smiješnom trenutku", a izvedbu Tilde Swinton je nazvao "besprijekorno dekadentnom". Također je pohvalio Lawrenceovo korištenje većeg broja lokacija kamera i kutova. Međutim, kritizirao je klimaks filma, nazvavši ga "definitivno budalastim".
Ella Taylor iz Los Angeles Weeklyja pozitivno je ocijenila film, kao i Carina Chocano iz Los Angeles Timesa, te su izjavile da "Constantine, koji na kraju izabere nešto što ja mogu samo opisati kao vrstu nadnaravne humanosti, nije bez duhovne zadovoljštine". i: "Keanu Reeves nema ravnopravnog sebi kad se radi o igranju ovakve vrste mesijanskih uloga - u njih unosi Zen prazninu i spokoj koji ga nekako provuku kroz čak najnevjerojatnije scene s tihim, nearogantnim dostojanstvom."
Jack Matthews iz New York Daily Newsa je dao filmu 2.5 od 5, i rekao: "U ime svoje duhovne strepnje, Constantine je toliko budalast koliko fantazije mogu biti". Michael Sragow iz The Baltimore Suna je također dao istu ocjenu, rekavši: "Sve rezultira kao slučaj filmaša koji žele imati svoju hostiju i pojesti je, također." Desson Thomson iz The Washington Posta imao je slično mišljenje o filmu, posebno prigovorivši udaljavanju od grafičkih romana na kojima se temelji:
"Ako ste obožavatelj stripova "Hellblazer", na kojima se ovaj film zasniva, definitivno ćete trebati nešto da vam odvuče pažnju. Odnos između Constantinea i originalnog materijala je, u najboljem slučaju, suvišan. Disparitet započinje s originalnim Johnom Constantineom (Reevesovim likom) koji je iz Liverpoola, Engleska. Reeves dolazi iz Johnovog i Paulovog grada? Baš."
Godišnja publikacija Leonarda Maltina "TV Movies" daje filmu ocjenu BOMB, opisujući ga kao "turobnog, najblaže rečeno". Kritičar Roger Ebert je dao filmu 1.5 od 4 zvjezdice, prigovorivši prikazu pakla ("postnuklearni Los Angeles koji su stvorili mamurni animatori"), premisi samog filma ("Mislili biste da bi Bog mogao biti klub New England Patriots ovog natjecanja, ali očito postoji šansa da bi Sotona mogao pobijediti."), rupama u zapletu, proturječnostima, te općenito akciji prikazanoj u filmu. Nije posebno kritizirao glumu u filmu, samo ju je spomenuo: "Reeves je namjerno turoban u filmu, što pristaje onome koji je vidio pakao, hodao među poludemonima, i umire. On nastavlja pušiti."

## Mogući nastavak
U intervjuu za MTV Splash Page 2011. redatelj Francis Lawrence je govorio o mogućem nastavku:
"Zanimljivo je da je tijekom godina 'Constantine' postao... kao da ima neku vrstu kulta, što je bilo odlično [...] Bilo je prihvaćeno [...] Bilo bi odlično osmisliti nastavak, i ako bismo, i pokušavamo smisliti jedan, bilo bi sjajno napraviti stvarno mračnu, jezivu [verziju] [...] Zaglavili smo u toj čudnoj PG-13 - R ničijoj zemlji, i trebali bismo napraviti opaku-R jezivu verziju, što bih volio učiniti."
U studenom 2012. objavljena je vijest da Guillermo del Toro i Warner Bros. razmatraju film s natprirodnim junacima DC Comicsa, koji uključuje Johna Constantinea. Nije potvrđeno da li će biti povezan s filmom iz 2005. i da li će Keanu Reeves reprizirati svoju ulogu.